# ووستوچنی (شهرستان استرلیتاماکسکی، باشقیرستان)
ووستوچنی (انگلیسی: Vostochny, Sterlitamaksky District, Republic of Bashkortostan) یک شهرک در شهرستان استرلیتاماکسکی استان باشقیرستان کشور روسیه است.